# Johanna Hård
Johanna Hård, född Jungberg 3 december 1789, död den 12 mars 1851 i Stockholm, var en svensk kvinna anklagad för sjöröveri.

## Biografi
Johanna Jungberg var dotter till åkaren Sven Haraldsson Jungberg (1763-1830) och Anna Britta Nilsdotter (1761-1825), och växte upp på en välbeställd arrendegård på Hisingen i Göteborg. 
Hon gifte sig omkring 1813 med bokhållaren och sillsalteriägaren Fredrik Hård (1776-1817) och bodde då på Vargö. Efter makens död flyttade hon till Vrångö. Som änka hade hon svårt att försörja sig: hon smugglade och ställdes inför rätta för att ha seglat till Danmark och sålt väv där i strid mot stadens tullbestämmelser. 
År 1822 upptäcktes ett dödfött barn begravet nära hennes hem, och Johanna Hård, då "salteriänka", ställdes inför rätta för barnamord, men frigavs då barnet efter undersökning ansågs ha varit dödfött.

### Sjöröveri
Hon ställdes 1823 inför rätta anklagad för sjöröveri tillsammans med sin dräng Anders Andersson, båda bosatta på Vrångö, båtsmannen Johan Andersson Flatås från Göteborg (gift med hennes faster), fiskaren på Styrsö Christen Andersson och hans dräng Carl Börjesson. 
Ett skepp, Frau Mette från Danmark, hade hittats strandat och plundrat på Fotö (söder om Öckerö) med dess besättningen mördad. Spåren ledde till de nämnda personerna.
Under rättegången framkom att man i Johanna Hårds stuga på Vrångö hade gjort upp en plan om att kapa och plundra en båt och sedan sälja bytet, det vill säga begå sjöröveri.  Hård beskrevs som hjärnan bakom hela planen. De hade sedan gett sig ut på jakt efter en båt och då tagit kontakt med "Frau Mette", förebärande sig behöva vatten och eld. Man hade först skadskjutit kaptenen, skeppspojken och styrmannen, sedan slagit ihjäl de båda första och kastat styrmannen överbord. Hård själv hade dock inte deltagit i planens utförande, utan sovit hemma då de gav sig av.
Johan Andersson Flatås (som erkände sig skyldig), Anders Andersson och Christen Andersson dömdes till döden för sjöröveri och mord och halshöggs 1824. Carl Börjesson sattes i tvångsarbete på Karlstens fästning. Han var där i 29 år. I juli 1853 fördes han till Nya Elfsborgs fästning. Där dog han i kolera efter ett par månader. 
Johanna Hård förnekade anklagelserna och vägrade göra några medgivanden om inblandning i affären. Bevisen mot Hård räckte inte mot hennes erkännande och hon släpptes därför.

### Senare liv
Johanna Hårds vidare öden var länge okända. I moderns bouppteckning från 1825 fanns en notering om att hon vistades i Stockholm. Det visade sig stämma. 1826 bodde Johanna Hård i Katarina församling på Höga Stigen. Sedan bodde hon på olika adresser på Södermalm och i Gamla stan, kallades sjökaptensänka och dog slutligen 1851 på Sabbatsberg fattigförsörjningsinrättning i sviterna av en trolig hjärnblödning, fyra månader efter att hon kommit dit.
Skillingtrycket "Sjörövarevisa eller dödspsalm för rotebåtsmannen Johannes Andersson Flatås" utkom 1824 och ska ha sjungits av Flatås på hans avrättning. Johanna Hård omtalades i litteraturen som antingen en hård brottsling som övertalade sin älskare att överge sitt yrke för ett brottslig karriär, eller som en fattig kvinna tvingad till brott genom sin misär.